# Лангенфелд (Рајнланд)
Лангенфелд (њем. Langenfeld) град је у њемачкој савезној држави Северна Рајна-Вестфалија. Једно је од 10 општинских средишта округа Метман. Према процјени из 2010. у граду је живјело 59.213 становника. Посједује регионалну шифру (AGS) 5158020, NUTS (DEA1C) и LOCODE (DE LGF) код.

## Географски и демографски подаци
Лангенфелд се налази у савезној држави Северна Рајна-Вестфалија у округу Метман. Град се налази на надморској висини од 37-111 метара. Површина општине износи 41,2 km². У самом граду је, према процјени из 2010. године, живјело 59.213 становника. Просјечна густина становништва износи 1.439 становника/km².

## Међународна сарадња
| Мјесто         | Држава    | Врста сарадње | Од    |
| -------------- | --------- | ------------- | ----- |
|                | Филипини  | контакт       | 1991. |
|                | Пољска    | пријатељство  | 1994. |
| Киријат Биалик | Израел    | партнерство   | 1991. |
|                | Француска | партнерство   | 1969. |
| Извор          |           |               |       |